# Dominique-Paul Vallée
 (mai 2025).
Motif : Notoriété assez faible ; peu de sources.
- Archive Wikiwix
- Bing
- Cairn
- DuckDuckGo
- E. Universalis
- Gallica
- Google
- G. Books
- G. News
- G. Scholar
- Persée
- Qwant
- (zh) Baidu
- (ru) Yandex
- (wd) trouver des œuvres sur Wikidata

| 1. | Préciser le motif de la pose du bandeau. | Précisez le motif de la pose du bandeau en utilisant la syntaxe suivante : {{admissibilité à vérifier\|date=mai 2025\|motif=remplacez ce texte par le motif}}                              |
| 2. | Informer les utilisateurs concernés.     | Pensez à avertir le créateur de l'article, par exemple, en insérant le code ci-dessous sur sa page de discussion : {{subst:avertissement admissibilité à vérifier\|Dominique-Paul Vallée}} |

Dominique-Paul Vallée, né le 31 octobre 1948, est un entrepreneur français, ancien dirigeant dans l’industrie de l’emballage plastique, et juge honoraire au tribunal de commerce de Paris. Dominique-Paul Vallée poursuit son engagement auprès des entreprises en difficulté en tant que Senior Advisor et consultant en stratégie, financement et restructuration d’entreprises. Il intervient également comme administrateur indépendant de PME et participe à des conférences et groupes de réflexion sur la justice économique.

## Parcours professionnel
Dominique-Paul Vallée est diplômé de l’École centrale Paris, où il est notamment président de Junior Centrale Études, la junior-entreprise de l'École. Il consacre près de quarante ans à l’industrie, principalement dans le secteur de l’emballage plastique, où il occupe des fonctions de direction générale au sein de groupes français et internationaux. Il a notamment été dirigeant chez Bericap Sarl, un acteur reconnu de la fabrication de bouchons et systèmes de fermeture.
Il a également présidé l’association professionnelle ELIPSO, qui regroupe les fabricants d’emballages plastiques et souples en France, participant à la représentation du secteur auprès des institutions et des parties prenantes.

## Engagements institutionnels
Élu juge consulaire en 2013 au tribunal de commerce de Paris, Dominique-Paul Vallée  exerce pendant onze ans, notamment comme délégué général à la prévention des difficultés des entreprises,. Il contribue à faire de la prévention un axe stratégique du tribunal, intervenant dans la détection et l’accompagnement des entreprises en difficulté, conformément aux procédures prévues par le Code du commerce.
Après avoir quitté ses fonctions en 2023, conformément aux dispositions légales, il porte désormais le titre de juge honoraire au tribunal de commerce de Paris.